# Chloropsina leucochaeta
Chloropsina leucochaeta är en tvåvingeart som beskrevs av de Meijere 1913. Chloropsina leucochaeta ingår i släktet Chloropsina och familjen fritflugor. Inga underarter finns listade i Catalogue of Life.